# Кечуа (народ)
Кечуа (кечуански „Кичва“, шп. Quechua) је име које се користи за више етничких скупина које користе кечуански језик, а које првенствено живе на подручјима Јужне Америке, углавном у Перуу, Чилеу, Аргентини, Боливији и Еквадору.
Сљедећи народи су се историјски сматрали Кечуанцима:
- Инке
- Чанке
- Хуанке (говорили су кечуански језик и прије Инка)
- Кањарис (наслиједили су кечуански језик од Инка)

Кечуанци данас говоре кечуански, али и шпански језик. Има их око 8 милиона (према другом извору око 19.000.000), и представљају највећу групу домородачких Индијанаца у Америци. Њихова религија спаја католицизам са народним веровањима. Њихов језик, кечуа, је један од службених језика Боливије и Перуа.